# Janet M. Box-Steffensmeier
Janet M. Box-Steffensmeier (* 1965) ist eine US-amerikanische Politikwissenschaftlerin, die als Professorin an der Ohio State University lehrt. Sie amtiert 2020/21 als Präsidentin der American Political Science Association (APSA).
Box-Steffensmeier machte ihr Bachelor-Examen (Mathematik und Politikwissenschaft) 1988 am Coe College in Cedar Rapids, Iowa, und wurde 1993 an der University of Texas at Austin zur Ph.D. promoviert. Seit ihrer Assistenz-Professur (1993–1998) ist sie an der Ohio State University tätig: Associate Professor von 1998 bis 2003, Full Professor seit 2003, zusätzlich Professorin für Soziologie seit 2005, Distinguished University Professor seit 2020.
Für ihre Beiträge zur politikwissenschaftlichen Methodologie wurde sie mehrfach ausgezeichnet, unter anderem zweimal (1995 und 2002) mit dem Gosnell Award. 2017 wurde sie in die American Academy of Arts and Sciences gewählt. Im Jahr 2018 hielt sie den Vortrag The Importance of Studying Difference and Change in the Social Sciences  bei den Regius Lectures an der University of Essex.

## Schriften (Auswahl)
- Herausgeberin mit Henry E. Brady und David Collier: The Oxford handbook of political methodology. Oxford University Press, Oxford/New York 2008, ISBN 978-0-19928-654-6.
- Mit Bradford S. Jones: Event history modeling. A guide for social scientists. Cambridge University Press, Cambridge/New York 2004, ISBN 052-183767-7.